# Saison 1987-1988 des Celtics de Boston
 (novembre 2020).
La saison 1987-1988 des Celtics de Boston est la 42e saison de la franchise américaine de la National Basketball Association (NBA).

## Draft
| Tour | Rang | Joueur         | Position | Nationalité | Provenance              |
| ---- | ---- | -------------- | -------- | ----------- | ----------------------- |
| 1    | 22   | Reggie Lewis   | SF       | États-Unis  | Northeastern            |
| 2    | 45   | Brad Lohaus    | C/PF     | États-Unis  | Iowa                    |
| 4    | 70   | Tom Sheehey    |          | États-Unis  | Virginia                |
| 4    | 91   | Darryl Kennedy |          | États-Unis  | Oklahoma                |
| 5    | 114  | David Butler   |          | États-Unis  | California              |
| 6    | 137  | Tim Naegeli    |          | États-Unis  | Wisconsin-Stevens Point |
| 7    | 160  | Jerry Corcoran |          | États-Unis  | Northeastern            |

## Classements de la saison régulière
| Conférence Est | Conférence Est         | Conférence Est | Conférence Est | Conférence Est |
| No             | Franchise              | Vic.           | Déf.           | PCT            |
| -------------- | ---------------------- | -------------- | -------------- | -------------- |
| 1              | Celtics de Boston      | 57             | 25             | 69.5           |
| 2              | Pistons de Détroit     | 54             | 28             | 65.9           |
| 3              | Bulls de Chicago       | 50             | 32             | 61.0           |
| 4              | Hawks d'Atlanta        | 50             | 32             | 61.0           |
| 5              | Bucks de Milwaukee     | 42             | 40             | 51.2           |
| 6              | Cavaliers de Cleveland | 42             | 40             | 51.2           |
| 7              | Bullets de Washington  | 38             | 44             | 46.3           |
| 8              | Knicks de New York     | 38             | 44             | 46.3           |
|                |                        |                |                |                |
| 9              | Pacers de l'Indiana    | 38             | 44             | 46.3           |
| 10             | 76ers de Philadelphie  | 36             | 46             | 43.9           |
| 11             | Nets du New Jersey     | 19             | 63             | 23.2           |

| Division Atlantique   | V  | D  | PCT  | GB |
| --------------------- | -- | -- | ---- | -- |
| Celtics de Boston     | 57 | 25 | 69.5 | -  |
| Bullets de Washington | 38 | 44 | 46.3 | 43 |
| Knicks de New York    | 38 | 44 | 46.3 | 43 |
| 76ers de Philadelphie | 36 | 46 | 43.9 | 45 |
| Nets du New Jersey    | 19 | 63 | 23.2 | 62 |

## Effectif
| Numéro | Joueur           | Position | Provenance                                       |
| ------ | ---------------- | -------- | ------------------------------------------------ |
| 00     | Robert Parish    | C        | Centenary (LA)                                   |
| 3      | Dennis Johnson   | PG       | Pepperdine                                       |
| 4      | Jim Paxson       | SG       | Dayton                                           |
| 11     | Dirk Minniefield | PG       | Kentucky                                         |
| 12     | Jerry Sichting   | PG       | Purdue                                           |
| 20     | Darren Daye      | SF       | UCLA                                             |
| 31     | Fred Roberts     | PF       | BYU                                              |
| 32     | Kevin McHale     | PF       | Minnesota                                        |
| 33     | Larry Bird       | SF       | Indiana State University                         |
| 35     | Reggie Lewis     | SG       | Northeastern University                          |
| 42     | Mark Acres       | C        | Oral Roberts                                     |
| 43     | Conner Henry     | SG       | UC Santa Barbara                                 |
| 44     | Danny Ainge      | SG       | BYU                                              |
| 50     | Greg Kite        | C        | BYU                                              |
| 53     | Artis Gilmore    | C        | Gardner-Webb University, Jacksonville University |
| 54     | Brad Lohaus      | PF       | Iowa                                             |

## Campagne de playoffs

### Premier tour
(1) Celtics de Boston vs. (8) Knicks de New York : Boston remporte la série 3-1
- Game 1 @ Boston Garden, Boston (29 avril) : Boston 112 - 92 New York
- Game 2 @ Boston Garden, Boston (1er mai) : Boston 128 - 102 New York
- Game 3 @ Madison Square Garden, New York City (4 mai) : New York 109 - 100 Boston
- Game 4 @ Madison Square Garden, New York City (6 mai) : Boston 102 - 94 New York

### Demi-finale de conférence
(1) Celtics de Boston vs. (4) Hawks d'Atlanta : Boston remporte la série 4-3
- Game 1 @ Boston Garden, Boston (11 mai) : Boston 110 - 101 Atlanta
- Game 2 @ Boston Garden, Boston (13 mai) : Boston 108 - 97 Atlanta
- Game 3 @ The Omni, Atlanta (15 mai) : Atlanta 110 - 92 Boston
- Game 4 @ The Omni, Atlanta (16 mai) : Atlanta 118 - 109 Boston
- Game 5 @ Boston Garden, Boston (18 mai) : Atlanta 112 - 104 Boston
- Game 6 @ The Omni, Atlanta (20 mai) : Boston 102 - 100 Atlanta
- Game 7 @ Boston Garden, Boston (22 mai) : Boston 118 - 116 Atlanta

### Finale de conférence
(1) Celtics de Boston vs. (2) Pistons de Détroit : Boston s'incline 2-4 dans la série
- Game 1 @ Boston Garden, Boston (25 mai) : Detroit 104 - 96 Boston
- Game 2 @ Boston Garden, Boston (26 mai) : Boston 119 - 115 Detroit (2OT)
- Game 3 @ Pontiac Silverdome, Pontiac (28 mai) : Detroit 98 - 94 Boston
- Game 4 @ Pontiac Silverdome, Pontiac (30 mai) : Boston 79 - 78 Detroit
- Game 5 @ Boston Garden, Boston (1er juin) : Detroit 102 - 96 Boston (OT)
- Game 6 @ Pontiac Silverdome, Pontiac (3 juin) : Detroit 95 - 90 Boston

Les Celtics sont éliminés par une équipe plus jeune et redoutable des Pistons. C'est ainsi que les Celtics mettent fin à 5 participations consécutives en Finales NBA, n'y retournant pas avant celles de 2008.

## Statistiques

### Saison régulière
| Joueur           | MJ | MC | MPG  | FG%  | 3P%  | FT%  | RPG | APG | SPG | BPG | PPG  |
| ---------------- | -- | -- | ---- | ---- | ---- | ---- | --- | --- | --- | --- | ---- |
| Mark Acres       | 79 | 5  | 14.6 | .532 |      | .640 | 3.4 | 0.5 | 0.4 | 0.3 | 3.6  |
| Danny Ainge      | 81 | 81 | 37.3 | .491 | .415 | .878 | 3.1 | 6.2 | 1.4 | 0.2 | 15.7 |
| Larry Bird       | 76 | 75 | 39.0 | .527 | .414 | .916 | 9.3 | 6.1 | 1.6 | 0.8 | 29.9 |
| Darren Daye      | 47 | 8  | 13.9 | .516 | .000 | .678 | 1.6 | 1.5 | 0.6 | 0.1 | 6.0  |
| Artis Gilmore    | 47 | 4  | 11.1 | .574 |      | .527 | 3.1 | 0.3 | 0.2 | 0.4 | 3.5  |
| Conner Henry     | 10 | 0  | 8.1  | .393 | .375 | .900 | 1.0 | 1.2 | 0.1 | 0.1 | 3.4  |
| Dennis Johnson   | 77 | 74 | 34.7 | .438 | .261 | .856 | 3.1 | 7.8 | 1.2 | 0.4 | 12.6 |
| Greg Kite        | 13 | 0  | 6.6  | .391 |      | .167 | 1.8 | 0.2 | 0.2 | 0.6 | 1.5  |
| Reggie Lewis     | 49 | 0  | 8.3  | .466 | .000 | .702 | 1.3 | 0.5 | 0.3 | 0.3 | 4.5  |
| Brad Lohaus      | 70 | 4  | 10.3 | .496 | .231 | .806 | 2.0 | 0.7 | 0.3 | 0.6 | 4.2  |
| Kevin McHale     | 64 | 63 | 37.3 | .604 |      | .797 | 8.4 | 2.7 | 0.4 | 1.4 | 22.6 |
| Dirk Minniefield | 61 | 6  | 14.2 | .480 | .273 | .844 | 1.2 | 3.1 | 0.7 | 0.0 | 3.2  |
| Robert Parish    | 74 | 73 | 31.2 | .589 | .000 | .734 | 8.5 | 1.6 | 0.7 | 1.1 | 14.3 |
| Jim Paxson       | 28 | 2  | 19.2 | .492 | .154 | .885 | 1.0 | 1.8 | 0.8 | 0.1 | 8.7  |
| Fred Roberts     | 74 | 14 | 13.9 | .488 | .000 | .776 | 2.2 | 1.1 | 0.2 | 0.2 | 6.1  |
| Jerry Sichting   | 24 | 1  | 15.4 | .537 | .250 | .667 | 0.9 | 2.5 | 0.6 | 0.0 | 4.1  |

### Playoffs
| Joueur           | MJ | MC | MPG  | FG%  | 3P%   | FT%   | RPG | APG | SPG | BPG | PPG  |
| ---------------- | -- | -- | ---- | ---- | ----- | ----- | --- | --- | --- | --- | ---- |
| Mark Acres       | 17 | 0  | 9.3  | .538 |       | .500  | 2.1 | 0.1 | 0.1 | 0.1 | 2.2  |
| Danny Ainge      | 17 | 17 | 39.4 | .386 | .328  | .881  | 3.1 | 6.4 | 0.5 | 0.1 | 11.6 |
| Larry Bird       | 17 | 17 | 44.9 | .450 | .375  | .894  | 8.8 | 6.8 | 2.1 | 0.8 | 24.5 |
| Artis Gilmore    | 14 | 0  | 6.1  | .500 |       | .500  | 1.4 | 0.1 | 0.0 | 0.3 | 1.1  |
| Dennis Johnson   | 17 | 17 | 41.3 | .433 | .375  | .796  | 4.5 | 8.2 | 1.4 | 0.5 | 15.9 |
| Reggie Lewis     | 12 | 0  | 5.8  | .382 | .000  | .600  | 1.3 | 0.3 | 0.3 | 0.2 | 2.4  |
| Brad Lohaus      | 9  | 0  | 2.9  | .727 | .000  |       | 0.4 | 0.0 | 0.0 | 0.1 | 1.8  |
| Kevin McHale     | 17 | 17 | 42.1 | .603 | 1.000 | .839  | 8.0 | 2.4 | 0.4 | 1.8 | 25.4 |
| Dirk Minniefield | 11 | 0  | 4.5  | .429 | .500  | 1.000 | 0.2 | 1.0 | 0.2 | 0.0 | 1.5  |
| Robert Parish    | 17 | 17 | 36.8 | .532 |       | .820  | 9.9 | 1.2 | 0.6 | 1.1 | 14.7 |
| Jim Paxson       | 15 | 0  | 12.5 | .288 | .000  | .800  | 0.6 | 0.7 | 0.4 | 0.1 | 3.3  |
| Fred Roberts     | 15 | 0  | 6.7  | .524 |       | .636  | 1.1 | 0.2 | 0.2 | 0.0 | 1.9  |

## Récompenses
- Larry Bird, All-NBA First Team
- Kevin McHale, NBA All-Defensive First Team